# 8. juni
8. juni er dag 159 i året i den gregorianske kalender (dag 160 i skudår). Der er 206 dage tilbage af året.
Medardus' dag. En biskop i Saint-Quentin og senere i Tournai, som forærede al sin ejendom bort. Han døde i 545.
Det er Verdenshavenes dag.

### Begivenheder
Født - Dødsfald
- 793 - Det første kendte vikingoverfald på britisk jord går ud over Lindisfarne Kloster på øen Holy Island. Datoen regnes traditionelt for begyndelsen på Vikingetiden.
- 1441 - Christoffer af Bayern knuser et nørrejysk bondeoprør under ledelse af adelsmanden Henrik Tagesen.
- 1767 - Offentligt skriftemål afskaffes.
- 1783 - En femtedel af Islands befolkning omkommer ved et vulkanudbrud på vulkanen Lakis. Det er det voldsomste vulkanudbrud på Island i historisk tid.
- 1787 - Det forbydes ved lov danske godsejere og forvaltere på egen hånd at straffe bønderne med træhesten.
- 1867 - Det østrigske kejserpar Franz Joseph 1. og Elisabeth krones til konge og dronning af Ungarn, og dermed er dobbeltmonarkiet Østrig-Ungarn dannet.
- 1883 - Ved aftale med beyen af Tunis får Frankrig fuld kontrol over Tunesien.
- 1912 - Amerikaneren Marcus Wright springer som den første i verden over 4 meter i stangspring. Rekorden lyder nu på 4,02 m.
- 1912 - For første gang i Danmarks historie indføres skat på øl, vin og spiritus.
- 1918 - Nova Aquila, den klarste nova siden Kepler's nova i 1604, opdages.
- 1933 - Et konkordat mellem Tyskland og Pavekirken sluttes. Samtidig flygter det tyske socialdemokratis ledelse til Prag.
- 1936 - Parkometeret opfindes.
- 1941 - De Allierede invaderer Syrien og Libanon.
- 1942 - Japanske undervandsbåde beskyder Sydney, Australien.
- 1952 - Den italienske cykelrytter Fausto Coppi vinder for fjerde gang etapeløbet Giro d’Italia.
- 1968 - Borgerrettighedsforkæmperen Martin Luther Kings formodede morder, James Earl Ray, bliver anholdt i London, England.
- 1969 - Spanien lukker sin grænse mod Gibraltar.
- 1972 - Dronning Margrethe 2. indvier Nordjyllands Kunstmuseum i Ålborg.
- 1973 - Trafikminister Jens Kampmann og hans svenske kollega Bengt Norling underskriver en principaftale om bygningen af Øresundsbroen til cirka 1,2 milliarder kr. og en tunnel mellem Helsingør og Helsingborg.
- 1975 - USSR opsender Venera 9 mod planeten Venus.
- 1983 - Udlændingeloven, nr. 226, forbedrede asylansøgeres retsstilling betydeligt.[1]
- 1985 - Bruce Springsteen giver koncert i Göteborg for 120.000 tilskuere.
- 1986 - Omstridte Kurt Waldheim vælges som præsident for Østrig. Det medfører, at kansleren og udenrigsministeren trækker sig tilbage, og at Israel hjemkalder sin ambassadør.
- 1986 - I den anden kamp under VM i Mexico vinder Danmarks fodboldlandshold 6-1 over Uruguay og sikrer sig dermed adgang til ottendedelsfinalerne.
- 1987 - Som den første danske bokser nogensinde vinder Gert Bo Jacobsen en EM-titelkamp på udebane, da han i Frankrig knockout-besejrer franskmanden Alain Simoes.
- 1990 - Det første frie valg i Tjekkoslovakiet siden 1946 vindes af Borgerforum.
- 1990 - De seks tiltalte i Blekingegade-sagen anklages kollektivt for mordet på en ung politibetjent.
- 1992 - Lyngby Boldklub vinder det danske fodboldmesterskab.
- 1996 - MTV Movie Awards 1996 afholdes i Walt Disney Studios, Burbank, Californien.
- 2000 - Red Barnets hovedbestyrelse beslutter af afskedige generalsekretær Laue Traberg Smidt.
- 2005 - Integrationsminister Rikke Hvilshøj udsættes for brandattentat ved sit hjem.
- 2012 - Europamesterskabet i fodbold i Polen og Ukraine starter.

### Født
- 1625 - Giovanni Cassini, italiensk astronom (død 1712).
- 1671 - Tomaso Albinoni, italiensk komponist (død 1751).
- 1745 - Caspar Wessel, norsk-dansk matematiker (død 1818).
- 1772 - Robert Stevenson, engelsk/skotsk ingeniør og opfinder (død 1850).
- 1810 - Robert Schumann, tysk komponist (død 1856).
- 1862 - Hans Trojel, dansk apoteker og grundlægger (død 1935).
- 1867 - Frank Lloyd Wright, amerikansk arkitekt (død 1959).
- 1877 - Thorvald Aagaard, dansk komponist, organist og højskolelærer (død 1937).
- 1900 - Jakob Nielsen, dansk skuespiller (død 1979).
- 1903 - Marguerite Yourcenar, fransk forfatter (død 1987).
- 1916 - Francis Crick, amerikansk molekylærbiolog, fysiker og modtager af Nobelprisen i medicin (død 2004).
- 1925 - Barbara Bush, tidl. amerikansk præsidentfrue (død 2018).
- 1930 - Bo Widerberg, svensk filminstruktør og manuskriptforfatter (død 1997).
- 1933 - Joan Rivers, amerikansk komiker.
- 1940 - Nancy Sinatra, amerikansk sanger.
- 1942 - Jacques Dubochet, schweizisk biofysiker og nobelprismodtager.
- 1953 - Bonnie Tyler, walisisk musiker.
- 1955 - Tim Berners-Lee, engelsk datalog.
- 1956 - Mette Munk Plum, dansk skuespiller.
- 1960 - Povl Erik Carstensen, dansk komiker.
- 1960 - Mick Hucknall, engelsk sanger og sangskriver i Simply Red.
- 1968 - Caroline Søeborg Ahlefeldt-Laurvig-Bille, dansk grevinde og iværksætter.
- 1976 - Lindsay Davenport, amerikansk tennisspiller.
- 1977 - Kanye West, amerikansk rapper.
- 1979 - Lene Lund Nielsen, dansk håndboldspiller.
- 1983 - Kim Clijsters, belgisk tennisspiller.
- 1983 - Morten Nordstrand Nielsen, dansk fodboldspiller.

### Dødsfald
- 632 - Muhammed, islams grundlægger (født 570).
- 1042 - Hardeknud, dansk-engelsk konge (født 1018).
- 1768 - Johann Joachim Winckelmann, tysk kunsthistoriker og arkæolog (født 1717).
- 1795 - Ludvig 17., fransk konge (født 1785).
- 1809 - Thomas Paine, amerikansk revolutionær (født 1737).
- 1845 - Andrew Jackson, amerikansk præsident (født 1767).
- 1859 - Walter Hunt, amerikansk opfinder (født 1796).
- 1876 - George Sand, fransk forfatterinde (født 1804).
- 1906 - C.F.E. Horneman, dansk komponist, dirigent og musikforlægger (født 1840).
- 1970 - Abraham Maslow, amerikansk psykolog (født 1908).
- 1983 - Svend Pri, dansk badmintonspiller (født 1946).
- 2001 - Herdis Møllehave, dansk socialrådgiver og forfatter (født 1936).
- 2004 - Karl Toosbuy, dansk grundlægger. (født 1928).
- 2006 - Bjørn Wiinblad, dansk keramiker og maler (født 1918).
- 2018 - Anthony Bourdain, amerikansk kok (født 1956).
- 2023 - Peter Belli, dansk sanger og skuespiller (født 1943).